# Reveal-systeem
Het Reveal-systeem van plantenclassificatie is opgesteld door de Amerikaanse plantkundige J.L. Reveal (1941- ), emeritus hoogleraar aan het Norton Brown Herbarium, Maryland. 

De hoofdgroepen in het systeem zijn:
- division Magnoliophyta [= bedektzadigen ]
klasse Magnoliopsida
onderklasse Magnoliidae
klasse Piperopsida
onderklasse Piperidae
onderklasse Nymphaeidae
onderklasse Nelumbonidae
klasse Liliopsida [= eenzaadlobbigen]
onderklasse Triurididae
onderklasse Aridae
onderklasse Liliidae
onderklasse Arecidae
onderklasse Commelinidae
onderklasse Zingiberidae
klasse Ranunculopsida
onderklasse Ranunculidae
klasse Rosopsida
onderklasse Caryophyllidae
onderklasse Hamamelididae
onderklasse Dilleniidae
onderklasse Rosidae
onderklasse Cornidae
onderklasse Lamiidae
onderklasse Asteridae

In meer detail:
- division 6. Magnoliophyta
klasse 1. Magnoliopsida
onderklasse 1. Magnoliidae
superorde 1. Magnolianae
orde 1. Winterales
familie 1. Winteraceae
orde 2. Canellales
familie 1. Canellaceae
orde 3. Illiciales
familie 1. Illiciaceae
familie 2. Schisandraceae
orde 4. Magnoliales
familie 1. Degeneriaceae
familie 2. Himantandraceae
familie 3. Magnoliaceae
orde 5. Eupomatiales
familie 1. Eupomatiaceae
orde 6. Annonales
familie 1. Annonaceae
orde 7. Myristicales
familie 1. Myristicaceae
orde 8. Austrobaileyales
familie 1. Austrobaileyaceae
superorde 2. Lauranae
orde 1. Laurales
familie 1. Amborellaceae
familie 2. Trimeniaceae
familie 3. Monimiaceae
familie 4. Gomortegaceae
familie 5. Hernandiaceae
familie 6. Lauraceae
orde 2. Calycanthales
familie 1. Calycanthaceae
familie 2. Idiospermaceae
orde 3. Chloranthales
familie 1. Chloranthaceae
klasse 2. Piperopsida
onderklasse 1. Piperidae
superorde 1. Piperanae
orde 1. Piperales
familie 1. Saururaceae
familie 2. Piperaceae
superorde 2. Lactoridanae
orde 1. Lactoridales
familie 1. Lactoridaceae
orde 2. Aristolochiales
familie 1. Aristolochiaceae
superorde 3. Rafflesianae
orde 1. Hydnorales
familie 1. Hydnoraceae
orde 2. Rafflesiales
familie 1. Apodanthaceae
familie 2. Mitrastemonaceae
familie 3. Rafflesiaceae
familie 4. Cytinaceae
superorde 4. Balanophoranae
orde 1. Cynomoriales
familie 1. Cynomoriaceae
orde 2. Balanophorales
familie 1. Mystropetalaceae
familie 2. Dactylanthaceae
familie 3. Lophophytaceae
familie 4. Sarcophytaceae
familie 5. Scybaliaceae
familie 6. Heloseaceae
familie 7. Langsdorffiaceae
familie 8. Balanophoraceae
onderklasse 2. Nymphaeidae
superorde 1. Nymphaeanae
orde 1. Nymphaeales
familie 1. Nymphaeaceae
familie 2. Barclayaceae
onderklasse 3. Nelumbonidae
superorde 1. Nelumbonanae
orde 1. Nelumbonales
familie 1. Nelumbonaceae
orde 2. Hydropeltidales
familie 1. Hydropeltidaceae
familie 2. Cabombaceae
superorde 2. Ceratophyllanae
orde 1. Ceratophyllales
familie 1. Ceratophyllaceae
klasse 3. Liliopsida
onderklasse 1. Alismatidae
superorde 1. Butomanae
orde 1. Butomales
familie 1. Butomaceae
superorde 2. Alismatanae
orde 1. Alismatales
familie 1. Limnocharitaceae
familie 2. Alismataceae
orde 2. Hydrocharitales
familie 1. Hydrocharitaceae
orde 3. Aponogetonales
familie 1. Aponogetonaceae
orde 4. Najadales
familie 1. Najadaceae
orde 5. Juncaginales
familie 1. Scheuchzeriaceae
familie 2. Juncaginaceae
orde 6. Potamogetonales
familie 1. Potamogetonaceae
familie 2. Ruppiaceae
familie 3. Zannichelliaceae
familie 4. Zosteraceae
familie 5. Posidoniaceae
familie 6. Cymodoceaceae
onderklasse 2. Triurididae
superorde 1. Triuridanae
orde 1. Triuridales
familie 1. Triuridaceae
onderklasse 3. Aridae
superorde 1. Acoranae
orde 1. Acorales
familie 1. Acoraceae
superorde 2. Aranae
orde 1. Arales
familie 1. Araceae
superorde 3. Cyclanthanae
orde 1. Cyclanthales
familie 1. Cyclanthaceae
superorde 4. Pandananae
orde 1. Pandanales
familie 1. Pandanaceae
onderklasse 4. Liliidae
orde 1. Lilianae
orde 1. Tofieldiales
familie 1. Tofieldiaceae
orde 2. Dioscoreales
familie 1. Trichopodaceae
familie 2. Stenomeridaceae
familie 3. Avetraceae
familie 4. Dioscoreaceae
familie 5. Stemonaceae
familie 6. Croomiaceae
familie 7. Pentastemonaceae
familie 8. Taccaceae
orde 3. Smilacales
familie 1. Rhipogonaceae
familie 2. Smilacaceae
familie 3. Petermanniaceae
orde 4. Nartheciales
familie 1. Nartheciaceae
orde 5. Petrosaviales
familie 1. Petrosaviaceae
orde 6. Melanthiales
familie 1. Chionographidaceae
familie 2. Heloniadaceae
familie 3. Xerophyllaceae
familie 4. Melanthiaceae
familie 5. Japonoliriaceae
familie 6. Campynemataceae
orde 7. Trilliales
familie 1. Trilliaceae
orde 8. Alstroemeriales
familie 1. Alstroemeriaceae
orde 9. Colchicales
familie 1. Burchardiaceae
familie 2. Colchicaceae
familie 3. Tricyrtidaceae
familie 4. Uvulariaceae
familie 5. Scoliopaceae
familie 6. Calochortaceae
orde 10. Liliales
familie 1. Liliaceae
familie 2. Medeolaceae
orde 11. Hypoxidales
familie 1. Hypoxidaceae
orde 12. Orchidales
familie 1. Orchidaceae
orde 13. Tecophilaeales
familie 1. Lanariaceae
familie 2. Ixioliriaceae
familie 3. Walleriaceae
familie 4. Tecophilaeaceae
familie 5. Cyanastraceae
familie 6. Eriospermaceae
orde 14. Iridales
familie 1. Iridaceae
orde 15. Burmanniales
familie 1. Burmanniaceae
familie 2. Corsiaceae
orde 16. Amaryllidales
familie 1. Hyacinthaceae
familie 2. Themidaceae
familie 3. Alliaceae
familie 4. Hesperocallidaceae
familie 5. Amaryllidaceae
orde 17. Asparagales
familie 2. Convallariaceae
familie 3. Ophiopogonaceae
familie 4. Asparagaceae
orde 18. Asteliales
familie 1. Dracaenaceae
familie 2. Ruscaceae
familie 3. Nolinaceae
familie 4. Asteliaceae
familie 6. Geitonoplesiaceae
familie 7. Luzuriagaceae
familie 8. Philesiaceae
orde 19. Hanguanales
familie 1. Hanguanaceae
orde 20. Agavales
familie 1. Dasypogonaceae
familie 2. Calectasiaceae
familie 3. Hemerocallidaceae
familie 4. Blandfordiaceae
familie 5. Xanthorrhoeaceae
familie 6. Agavaceae
familie 7. Anthericaceae
familie 8. Laxmanniaceae
familie 9. Herreriaceae
familie 10. Phormiaceae
familie 11. Johnsoniaceae
familie 12. Doryanthaceae
familie 13. Asphodelaceae
familie 14. Aloaceae
familie 15. Aphyllanthaceae
familie 16. Hostaceae
onderklasse 5. Arecidae
superorde 1. Arecanae
orde 1. Arecales
familie 1. Arecaceae
onderklasse 6. Commelinidae
superorde 1. Bromelianae
orde 1. Bromeliales
familie 1. Bromeliaceae
orde 2. Velloziales
familie 1. Velloziaceae
superorde 2. Pontederianae
orde 1. Haemodorales
familie 1. Haemodoraceae
orde 2. Philydrales
familie 1. Philydraceae
orde 3. Pontederiales
familie 1. Pontederiaceae
superorde 3. Commelinanae
orde 1. Xyridales
familie 1. Rapateaceae
familie 2. Xyridaceae
familie 3. Mayacaceae
orde 2. Commelinales
familie 1. Commelinaceae
orde 3. Eriocaulales
familie 1. Eriocaulaceae
superorde 4. Hydatellanae
orde 1. Hydatellales
familie 1. Hydatellaceae
superorde 5. Typhanae
orde 1. Typhales
familie 1. Typhaceae
familie 2. Sparganiaceae
superorde 6. Juncanae
orde 1. Juncales
familie 1. Juncaceae
familie 2. Thurniaceae
orde 2. Cyperales
familie 1. Cyperaceae
orde 3. Flagellariales
orde 4. Restionales
familie 1. Flagellariaceae
familie 2. Joinvilleaceae
familie 3. Restionaceae
familie 4. Anarthriaceae
familie 5. Ecdeiocoleaceae
familie 6. Centrolepidaceae
orde 5. Poales
familie 1. Poaceae
onderklasse 7. Zingiberidae
superorde 1. Zingiberanae
orde 1. Zingiberales
familie 1. Strelitziaceae
familie 2. Heliconiaceae
familie 3. Musaceae
familie 4. Lowiaceae
familie 5. Zingiberaceae
familie 6. Costaceae
familie 7. Cannaceae
familie 8. Marantaceae
klasse 4. Ranunculopsida
onderklasse 1. Ranunculidae
superorde 1. Ranunculanae
orde 1. Lardizabalales
familie 1. Lardizabalaceae
familie 2. Sargentodoxaceae
familie 3. Decaisneaceae
orde 2. Menispermales
familie 1. Menispermaceae
orde 3. Berberidales
familie 1. Nandinaceae
familie 2. Berberidaceae
familie 3. Ranzaniaceae
familie 4. Podophyllaceae
familie 5. Leonticaceae
orde 4. Ranunculales
familie 1. Hydrastidaceae
familie 2. Ranunculaceae
orde 5. Circaeasterales
familie 1. Kingdoniaceae
familie 2. Circaeasteraceae
orde 6. Glaucidiales
familie 1. Glaucidiaceae
orde 7. Paeoniales
familie 1. Paeoniaceae
orde 8. Papaverales
familie 1. Pteridophyllaceae
familie 2. Papaveraceae
klasse 5. Rosopsida
onderklasse 1. Caryophyllidae
superorde 1. Caryophyllanae
orde 1. Caryophyllales
familie 1. Achatocarpaceae
familie 2. Portulacaceae
familie 3. Hectorellaceae
familie 4. Basellaceae
familie 5. Didiereaceae
familie 6. Cactaceae
familie 7. Stegnospermataceae
familie 8. Phytolaccaceae
familie 9. Petiveriaceae
familie 10. Gisekiaceae
familie 11. Agdestidaceae
familie 12. Barbeuiaceae
familie 13. Nyctaginaceae
familie 14. Sarcobataceae
familie 15. Aizoaceae
familie 16. Sesuviaceae
familie 17. Tetragoniaceae
familie 18. Halophytaceae
familie 19. Molluginaceae
familie 20. Chenopodiaceae
familie 21. Amaranthaceae
familie 22. Caryophyllaceae
superorde 2. Polygonanae
orde 1. Polygonales
familie 1. Polygonaceae
superorde 3. Plumbaginanae
orde 1. Plumbaginales
familie 1. Plumbaginaceae
onderklasse 2. Hamamelididae
superorde 1. Trochodendranae
orde 1. Trochodendrales
familie 1. Trochodendraceae
familie 2. Tetracentraceae
orde 2. Eupteleales
familie 1. Eupteleaceae
orde 3. Cercidiphyllales
familie 1. Cercidiphyllaceae
superorde 2. Myrothamnanae
orde 1. Myrothamnales
familie 1. Myrothamnaceae
superorde 3. Hamamelidanae
orde 1. Hamamelidales
familie 1. Hamamelidaceae
familie 2. Altingiaceae
familie 3. Platanaceae
superorde 4. Casuarinanae
orde 1. Casuarinales
familie 1. Casuarinaceae
superorde 5. Daphniphyllanae
orde 1. Barbeyales
familie 1. Barbeyaceae 
orde 2. Daphniphyllales
familie 1. Daphniphyllaceae
orde 3. Balanopales
familie 1. Balanopaceae
orde 4. Didymelales
familie 1. Didymelaceae
orde 5. Buxales
familie 1. Buxaceae
orde 6. Simmondsiales
familie 1. Simmondsiaceae
superorde 6. Juglandanae
orde 1. Fagales
familie 1. Nothofagaceae
familie 2. Fagaceae
orde 2. Corylales
familie 1. Betulaceae
familie 2. Corylaceae
familie 2. Stylocerataceae
familie 3. Ticodendraceae
orde 3. Myricales
familie 1. Myricaceae
orde 4. Rhoipteleales
familie 1. Rhoipteleaceae
orde 5. Juglandales
familie 1. Juglandaceae
onderklasse 3. Dilleniidae
superorde 1. Dillenianae
orde 1. Dilleniales
familie 1. Dilleniaceae
superorde 2. Theanae
orde 1. Paracryphiales
familie 1. Paracryphiaceae
orde 2. Theales
familie 1. Stachyuraceae
familie 2. Theaceae
familie 3. Asteropeiaceae
familie 4. Pentaphylacaceae
familie 5. Tetrameristaceae
familie 6. Oncothecaceae
familie 7. Marcgraviaceae
familie 8. Caryocaraceae
familie 9. Pellicieraceae
familie 10. Clusiaceae
orde 3. Physenales
familie 1. Physenaceae
orde 4. Ochnales
familie 1. Medusagynaceae
familie 2. Strasburgeriaceae
familie 3. Scytopetalaceae
familie 4. Ochnaceae
familie 5. Quiinaceae
orde 5. Elatinales
familie 1. Elatinaceae
orde 6. Ancistrocladales
familie 1. Ancistrocladaceae
orde 7. Dioncophyllales
familie 1. Dioncophyllaceae
superorde 3. Lecythidanae
orde 1. Lecythidales
familie 1. Lecythidaceae
familie 2. Asteranthaceae
familie 3. Napoleonaeaceae
familie 4. Foetidiaceae
superorde 4. Sarracenianae
orde 1. Sarraceniales
familie 1. Sarraceniaceae
superorde 5. Nepenthanae
orde 1. Nepenthales
familie 1. Nepenthaceae
orde 2. Droserales
familie 1. Droseraceae
superorde 6. Ericanae
orde 1. Actinidiales
familie 1. Actinidiaceae
orde 2. Ericales
familie 1. Cyrillaceae
familie 2. Clethraceae
familie 3. Ericaceae
orde 3. Diapensiales
familie 1. Diapensiaceae
orde 4. Bruniales
familie 1. Bruniaceae
familie 2. Grubbiaceae
orde 5. Geissolomatales
familie 1. Geissolomataceae
orde 6. Fouquieriales
familie 1. Fouquieriaceae
superorde 7. Primulanae
orde 1. Styracales
familie 1. Styracaceae
familie 2. Symplocaceae
familie 3. Ebenaceae
familie 4. Lissocarpaceae
familie 5. Sapotaceae
orde 2. Primulales
familie 1. Theophrastaceae
familie 2. Myrsinaceae
familie 3. Primulaceae
superorde 8. Violanae
orde 1. Violales
familie 1. Berberidopsidaceae
familie 2. Aphloiaceae
familie 3. Bembiciaceae
familie 4. Flacourtiaceae
familie 5. Lacistemataceae
familie 6. Peridiscaceae
familie 7. Violaceae
familie 8. Dipentodontaceae
familie 9. Scyphostegiaceae
orde 2. Passiflorales
familie 1. Passifloraceae
familie 2. Turneraceae
familie 3. Malesherbiaceae
familie 4. Achariaceae
orde 3. Caricales
familie 1. Caricaceae
orde 4. Salicales
familie 1. Salicaceae
orde 5. Elaeocarpales
familie 1. Elaeocarpaceae
orde 6. Tamaricales
familie 1. Tamaricaceae
familie 2. Frankeniaceae
superorde 9. Capparanae
orde 1. Moringales
familie 1. Moringaceae
orde 2. Gyrostemonales
familie 1. Gyrostemonaceae
orde 3. Batales
familie 1. Bataceae
orde 4. Capparales
familie 1. Koeberliniaceae
familie 2. Pentadiplandraceae
familie 3. Capparaceae
familie 4. Brassicaceae
familie 5. Tovariaceae
familie 6. Resedaceae
superorde 10. Malvanae
orde 1. Cistales
familie 1. Bixaceae 
familie 2. Cochlospermaceae
familie 3. Cistaceae 
familie 4. Diegodendraceae
orde 2. Malvales
familie 1. Tiliaceae
familie 2. Dirachmaceae
familie 3. Monotaceae
familie 4. Dipterocarpaceae
familie 5. Sarcolaenaceae
familie 6. Plagiopteraceae
familie 7. Huaceae
familie 8. Sterculiaceae
familie 9. Sphaerosepalaceae
familie 10. Bombacaceae
familie 11. Malvaceae
orde 3. Thymelaeales
familie 1. Gonystylaceae
familie 2. Thymelaeaceae
superorde 11. Cucurbitanae
orde 1. Begoniales
familie 1. Datiscaceae
familie 2. Begoniaceae
orde 2. Cucurbitales
familie 1. Cucurbitaceae
superorde 12. Urticanae
orde 1. Urticales
familie 1. Ulmaceae
familie 2. Celtidaceae
familie 3. Moraceae
familie 4. Cecropiaceae
familie 5. Urticaceae
familie 6. Cannabaceae
superorde 13. Euphorbianae
orde 1. Euphorbiales
familie 1. Euphorbiaceae
familie 2. Pandaceae
familie 3. Dichapetalaceae
onderklasse 4. Rosidae
superorde 1. Saxifraganae
orde 1. Cunoniales
familie 1. Cunoniaceae
familie 2. Davidsoniaceae
familie 3. Eucryphiaceae
familie 4. Brunelliaceae
orde 2. Cephalotales
familie 1. Cephalotaceae
orde 3. Greyiales
familie 1. Greyiaceae
orde 4. Francoales
familie 1. Francoaceae
orde 5. Crossosomatales
familie 1. Crossosomataceae
orde 6. Saxifragales
familie 1. Tetracarpaeaceae
familie 2. Penthoraceae
familie 3. Crassulaceae
familie 4. Grossulariaceae
familie 5. Pterostemonaceae
familie 6. Iteaceae
familie 7. Saxifragaceae
superorde 2. Podostemanae
orde 1. Gunnerales
familie 1. Gunneraceae
orde 2. Haloragales
familie 1. Haloragaceae
orde 3. Podostemales
familie 1. Podostemaceae
superorde 3. Celastranae
orde 1. Brexiales
familie 1. Brexiaceae
orde 2. Parnassiales
familie 1. Parnassiaceae
familie 2. Lepuropetalaceae
orde 3. Celastrales
familie 1. Celastraceae
familie 2. Goupiaceae
familie 3. Lophopyxidaceae
familie 4. Stackhousiaceae
orde 4. Salvadorales
familie 1. Salvadoraceae
orde 5. Aquifoliales
familie 1. Aquifoliaceae
familie 2. Phellinaceae
familie 3. Sphenostemonaceae
familie 4. Icacinaceae
familie 5. Cardiopteridaceae
familie 6. Aextoxicaceae
orde 6. Corynocarpales
familie 1. Corynocarpaceae
superorde 4. Santalanae
orde 1. Medusandrales
familie 1. Medusandraceae
orde 2. Santalales
familie 1. Olacaceae
familie 2. Opiliaceae
familie 3. Santalaceae
familie 4. Misodendraceae
familie 5. Loranthaceae
familie 6. Eremolepidaceae
familie 7. Viscaceae
superorde 5. Rosanae
orde 1. Rosales
familie 1. Rosaceae
familie 2. Neuradaceae
familie 3. Chrysobalanaceae
superorde 6. Geranianae
orde 1. Geraniales
familie 1. Oxalidaceae
familie 2. Geraniaceae
orde 2. Linales
familie 1. Hugoniaceae
familie 2. Linaceae
familie 3. Ctenolophonaceae
familie 4. Ixonanthaceae
familie 5. Humiriaceae
familie 6. Erythroxylaceae
familie 7. Zygophyllaceae
orde 3. Balsaminales
familie 1. Balsaminaceae
orde 4. Vochysiales
familie 1. Malpighiaceae
familie 2. Trigoniaceae
familie 3. Vochysiaceae
familie 4. Tremandraceae
familie 5. Krameriaceae
orde 5. Polygalales
familie 1. Polygalaceae
familie 2. Xanthophyllaceae
familie 3. Emblingiaceae
superorde 7. Fabanae
orde 1. Fabales
familie 1. Mimosaceae
familie 2. Caesalpiniaceae
familie 3. Fabaceae
superorde 8. Rutanae
orde 1. Sapindales
familie 1. Staphyleaceae
familie 2. Tapisciaceae
familie 3. Melianthaceae
familie 4. Sapindaceae
familie 5. Hippocastanaceae
familie 6. Aceraceae
familie 7. Bretschneideraceae
familie 8. Akaniaceae
orde 2. Tropaeolales
familie 1. Tropaeolaceae
orde 3. Limnanthales
familie 1. Limnanthaceae
orde 4. Sabiales
familie 1. Sabiaceae
orde 5. Connarales
familie 1. Connaraceae
orde 6. Rutales
familie 1. Rutaceae
familie 2. Rhabdodendraceae
familie 3. Cneoraceae
familie 4. Simaroubaceae
familie 5. Picramniaceae
familie 6. Leitneriaceae
familie 7. Surianaceae
familie 8. Irvingiaceae
familie 9. Kirkiaceae
familie 10. Ptaeroxylaceae
familie 11. Tepuianthaceae
familie 12. Meliaceae
familie 13. Lepidobotryaceae
orde 7. Coriariales
familie 1. Coriariaceae
orde 8. Burserales
familie 1. Burseraceae
familie 2. Anacardiaceae
familie 3. Podoaceae
superorde 9. Rhamnanae
orde 1. Rhamnales
familie 1. Rhamnaceae
orde 2. Elaeagnales
familie 1. Elaeagnaceae
superorde 10. Proteanae
orde 1. Proteales
familie 1. Proteaceae
superorde 11. Vitanae
orde 1. Vitales
familie 1. Vitaceae
familie 2. Leeaceae
superorde 12. Rhizophoranae
orde 1. Rhizophorales
familie 1. Anisophylleaceae
familie 2. Rhizophoraceae
superorde 13. Myrtanae
orde 1. Myrtales
familie 1. Combretaceae
familie 2. Crypteroniaceae
familie 3. Melastomataceae
familie 4. Psiloxylaceae
familie 5. Heteropyxidaceae
familie 6. Myrtaceae
familie 7. Alzateaceae
familie 8. Rhynchocalycaceae
familie 9. Penaeaceae
familie 10. Oliniaceae
familie 11. Lythraceae
familie 12. Trapaceae
familie 13. Onagraceae
onderklasse 5. Cornidae
superorde 1. Cornanae
orde 1. Hydrangeales
familie 1. Escalloniaceae
familie 2. Hydrangeaceae
familie 3. Abrophyllaceae
familie 4. Argophyllaceae
familie 5. Corokiaceae
familie 6. Alseuosmiaceae
familie 7. Carpodetaceae
familie 8. Phyllonomaceae
familie 9. Pottingeriaceae
familie 10. Tribelaceae
familie 11. Melanophyllaceae
familie 12. Montiniaceae
familie 13. Kaliphoraceae
familie 14. Eremosynaceae
familie 15. Vahliaceae
familie 16. Columelliaceae
orde 2. Roridulales
familie 1. Roridulaceae
orde 3. Garryales
familie 1. Aucubaceae
familie 2. Garryaceae
orde 4. Desfontainiales
familie 1. Desfontainiaceae
orde 5. Aralidiales
familie 1. Aralidiaceae
orde 6. Cornales
familie 1. Mastixiaceae
familie 2. Davidiaceae
familie 3. Nyssaceae
familie 4. Curtisiaceae
familie 5. Cornaceae
familie 6. Alangiaceae
familie 7. Griseliniaceae
superorde 2. Eucommianae
orde 1. Eucommiales
familie 1. Eucommiaceae
superorde 3. Aralianae 
orde 1. Torricelliales
familie 1. Helwingiaceae
familie 2. Torricelliaceae
orde 2. Pittosporales
familie 1. Pittosporaceae
orde 3. Byblidales
familie 1. Byblidaceae
orde 4. Araliales
familie 1. Araliaceae
familie 2. Hydrocotylaceae
familie 3. Apiaceae
superorde 4. Dipsacanae
orde 1. Dipsacales
familie 1. Viburnaceae
familie 2. Sambucaceae
familie 3. Adoxaceae
familie 4. Caprifoliaceae
familie 5. Valerianaceae
familie 6. Dipsacaceae
familie 7. Morinaceae
onderklasse 6. Lamiidae
superorde 1. Gentiananae
orde 1. Gentianales
familie 1. Gelsemiaceae
familie 2. Loganiaceae
familie 3. Strychnaceae
familie 4. Gentianaceae
familie 5. Saccifoliaceae
familie 6. Geniostomaceae
familie 7. Plocospermataceae
orde 2. Rubiales
familie 1. Dialypetalanthaceae
familie 2. Rubiaceae
familie 3. Carlemanniaceae
orde 3. Apocynales
familie 1. Apocynaceae
superorde 2. Solananae
orde 1. Solanales
familie 1. Solanaceae
familie 2. Sclerophylacaceae
familie 3. Goetzeaceae
familie 4. Duckeodendraceae
familie 5. Convolvulaceae
familie 6. Cuscutaceae
familie 7. Polemoniaceae
familie 8. Hydrophyllaceae
familie 9. Boraginaceae
familie 10. Tetrachondraceae
familie 11. Hoplestigmataceae
familie 12. Lennoaceae
superorde 3. Loasanae
orde 1. Loasales
familie 1. Loasaceae
superorde 4. Oleanae
orde 1. Oleales
familie 1. Oleaceae
superorde 5. Lamianae
orde 1. Lamiales
familie 1. Buddlejaceae
familie 2. Stilbaceae
familie 3. Bignoniaceae
familie 4. Paulowniaceae
familie 5. Schlegeliaceae
familie 6. Globulariaceae
familie 7. Scrophulariaceae
familie 8. Veronicaceae
familie 9. Orobanchaceae
familie 10. Oftiaceae
familie 11. Myoporaceae
familie 12. Callitrichaceae
familie 13. Gesneriaceae
familie 14. Plantaginaceae
familie 15. Pedaliaceae 
familie 16. Martyniaceae 
familie 17. Trapellaceae 
familie 18. Acanthaceae 
familie 19. Lentibulariaceae 
familie 20. Verbenaceae
familie 21. Phrymaceae
familie 22. Cyclocheilaceae
familie 23. Avicenniaceae
familie 24. Lamiaceae
orde 2. Hydrostachyales
familie 1. Hydrostachyaceae
orde 3. Hippuridales
familie 1. Hippuridaceae
subclas 7. Asteridae
superorde Campanulanae
orde 1. Menyanthales
familie 1. Menyanthaceae
orde 2. Goodeniales
familie 1. Goodeniaceae
orde 3. Stylidiales
familie 1. Donatiaceae
familie 2. Stylidiaceae
orde 4. Campanulales
familie 1. Pentaphragmataceae
familie 2. Sphenocleaceae
familie 3. Campanulaceae
superorde 2. Asteranae
orde 1. Calycerales
familie 1. Calyceraceae
orde 2. Asterales
familie 1. Asteraceae